# パレシャ・ゴヴェルダン
パレシャ・ゴヴェルダン（Palesha Goverdhan、ネパール語: पलेशा गोवर्धन、2003年7月25日 - ）は、ネパールのパラテコンドー選手。カトマンズ出身。ネパール史上初のパラリンピックメダリスト。

## 来歴
パラテコンドーを始めたきっかけは、学校の課外活動として格闘技を選んだから。2014年に競技を始め、2016年からカビラジ・ラマのコーチの下でトレーニングしている。2017年から国際大会に出場するようになった。
国際パラリンピック委員会からの招待により、2021年の東京パラリンピックのテコンドー女子58kg級に出場した。3位決定戦まで進出したが敗退し5位となった。なお、この競技は同大会から始まった新競技であった。
テコンドーのトレーニングは建築学の勉強に影響を及ぼすこともあり、大会後に彼女はスポーツから離れることも考えた。しかし、同年12月にバーレーンのマナーマで開催されたアジアユースパラゲームズのテコンドー女子57kg級に出場し、金メダルを獲得したことでモチベーションを取り戻した。
2023年に中国の杭州で開催されたアジアパラ競技大会のテコンドー女子57kg級で銅メダルを獲得した。
2024年のパリパラリンピックのテコンドー女子57kg級に出場し、銅メダルを獲得した。これは2004年にネパールがパラリンピックに初出場してから全大会を通じて初めてのメダルであった。さらに、ネパールはオリンピックにおいても1964年に初出場してからメダルの獲得は無く、彼女はオリンピック・パラリンピック通じてネパール史上初のメダリストとなった。

## 主な戦績
| 年   | 大会                           | 開催地     | 種目   | 結果 | 備考 |
| ---- | ------------------------------ | ---------- | ------ | ---- | ---- |
| 2018 | アジアパラテコンドー選手権大会 | ホーチミン | 58kg級 | 3位  |      |
| 2021 | パラリンピック                 | 東京       | 58kg級 | 5位  |      |
| 2021 | アジアユースパラゲームズ       | マナーマ   | 57kg級 | 優勝 |      |
| 2023 | アジアパラ競技大会             | 杭州       | 57kg級 | 3位  |      |
| 2024 | パラリンピック                 | パリ       | 57kg級 | 3位  |      |